# يورجيا
اليورجيا واجونيري (Yorgia waggoneri) هو كائن قرصي إدياكاري يشابه مرحلة انتقالية بين الديكينسونيا والسبريجينا، بلغ الحد الأقصى لطوله 25 سم.